# Великі десантні кораблі проєкту 11711
Великі десантні кораблі проєкту 11711 типу «Іван Грен» (за класифікацією НАТО — Ivan Gren) — серія російських великих десантних кораблів (ВДК) 1-го рангу ближньої та далекої морської зони, призначені для висадки десанту, перевезення бойової, вантажної техніки та обладнання, цей проєкт подальший розвиток БДК проекту 1171 «Тапір». Проєкт корабля розроблений Невським проєктно-конструкторським бюро.
Головний корабель серії почав працювати в червні 2018 року, того ж року в травні спущений на воду другий БДК базового проєкту «Петро Моргунов».
23 квітня 2019 відбулась закладка 3-го и 4-го ВДК зміненого проєкту 11711 типу «Володимир Андрєєв» збільшеної повної водотоннажності до 8000 тонн для ВМФ Росії: «Володимир Андрєєв» та «Василь Трушин».

## Історія проєкту
За створення проекту взялося Невське проектно-конструкторське бюро. Перший десантний корабель, закладений 23 грудня 2004 року на суднобудівному заводі «Янтар» у Калінінграді, отримав ім'я «Іван Грен». У 2008 році його мали передати флоту, але через нестабільне фінансування та проблеми на самому заводі будівництво було заморожено. Фактично за 4 роки було зібрано лише окремі секції корабля, і лише у 2008 році роботи відновилися. 18 травня 2012 року корабель спущено на воду. Восени 2010 року завод «Янтар» отримав контракт на будівництво ще одного БДК проєкту 11711.
Всього в 2012 році планувалася серія з 6 кораблів для ВМФ Росії. У 2015 році озвучувалися плани скорочення серії до 2 одиниць на користь більших десантних вертольотоносців, однак у 2019 році було закладено ще 2 кораблі такого ж апарельного типу, але зі збільшеною водотоннажністю.

## Конструкція

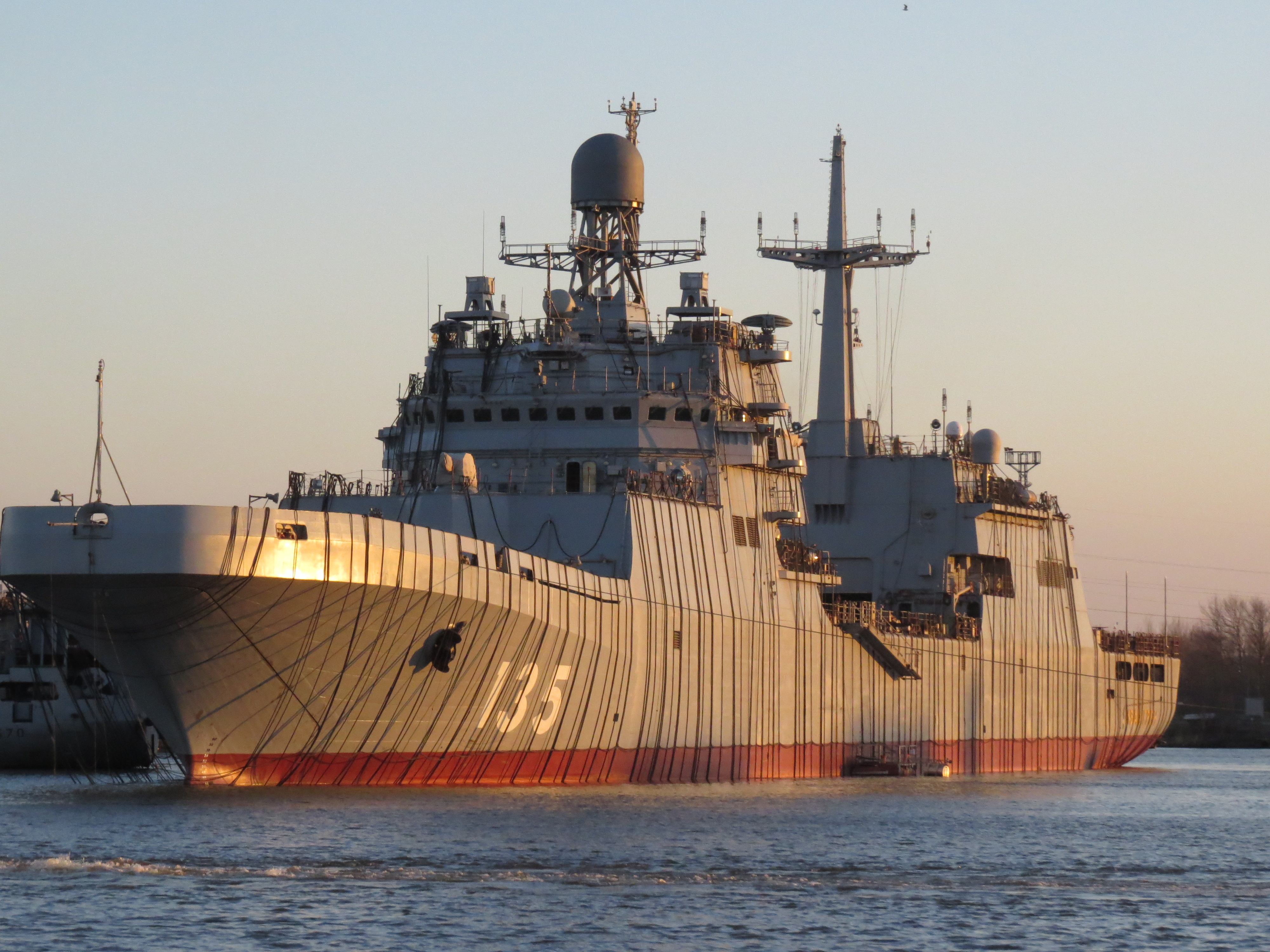
БДК «Іван Грен» на розмагнічуванні,.

За основу було взято проєкт корпусу БДК проєкту 1171, оскільки він зарекомендував себе дуже добре за десятиліття служби в радянському, а згодом і в російському флоті. Більшість конструкції зазнала серйозних змін. Головним чином це торкнулося надбудови та внутрішніх приміщень. У проекті використовуються найсучасніші технології, особливо зниження помітності за рахунок використання сучасних матеріалів і технічних рішень. Також велика увага була приділена умовам проживання екіпажу та десанту. Головна енергоустановка складається з двох двовальних дизель-реверс-редукторних агрегатів ДРРА-6000 на базі двох дизелів 10Д49 «Коломенський завод», двох редукторів «Зірка», локальна система управління НВО «Аврора».
Водотоннажність повна — 6600 тонн
Довжина найбільша — 135,0 метрів
Ширина — 16,5 метрів (по КВЛ)
Навантаження техніки на корабель виконується або самостійно за апарелями, або кранами. Навантаження техніки та вантажів у десантне відділення здійснюється через чотиристулковий вантажний люк у верхній палубі за допомогою крана вантажопідйомністю 16 тонн. Для навантаження шлюпок, моторних човнів та техніки на борт використовуються два шлюпкові крани. Також вантажний люк використовується для вентиляції вихлопних газів техніки із підпалубного простору (десантне відділення).
На кораблі змонтований палубний ангар для гелікоптерів корабельного базування: двох ударних типу Ка-29, або одного розвідувально — ударного типу Ка-52К . На борту є три моторні човни .

### Десантовмісність
Бойова техніка розміщується на БДК на танковій палубі. Це можуть бути як основні бойові танки масою до 60 т (до 13 одиниць), так і бронетранспортери або бойові машини піхоти (до 36 машин), вантажівки (до 30 машин) або до 300 морських піхотинців десантників.

### Озброєння

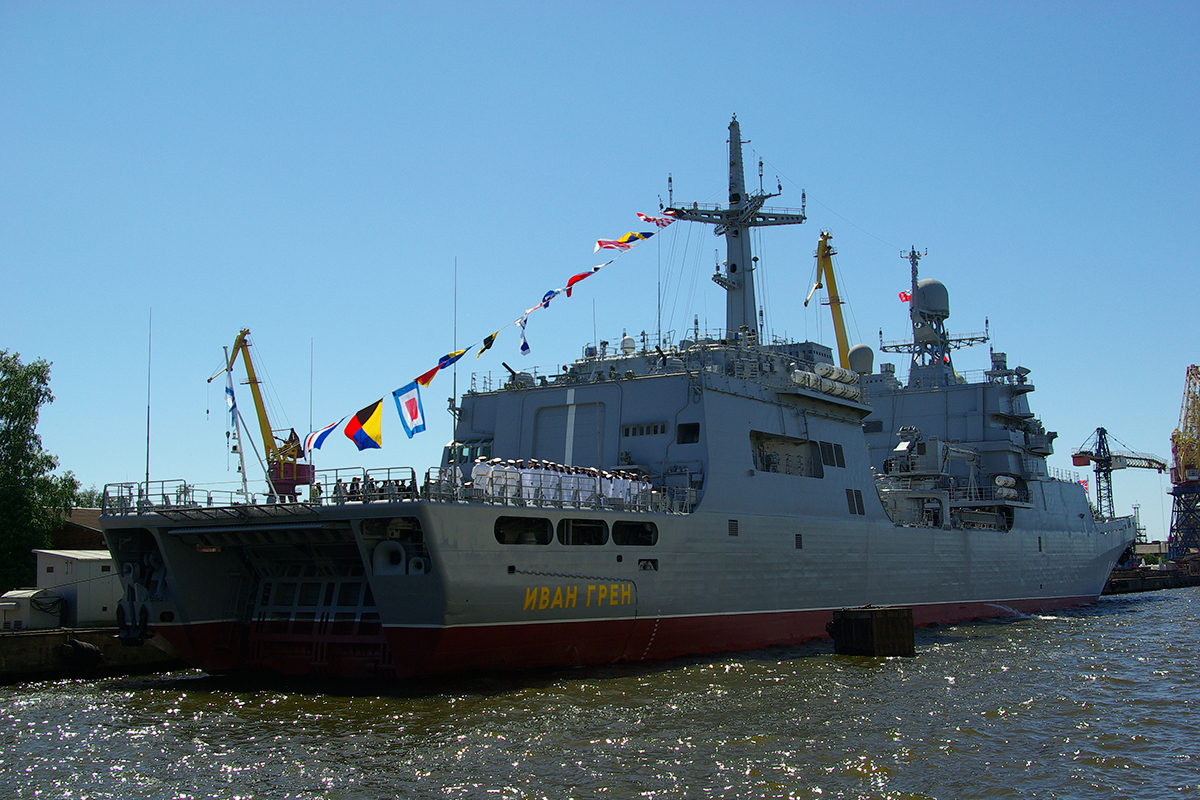
Вертолітний посадковий майданчик та палубний ангар (з нанесеною осьовою лінією розмітки) на БДК «Іван Грен», 2018 рік.

За спочатку прийнятим до будівництва проєктом, на кораблях передбачалося встановлення однієї 100 мм АУ А-190, двох зенітно-артилерійських комплексів «Палаш» та двох пускових установок реактивної системи залпового вогню А-215 «Град-М».
У зв'язку з тим, що концепція використання БДК проєкту 11711 стала вважатися застарілою, а також з метою економії коштів та зменшення часу побудови, у 2010 році головнокомандувачем ВМФ Росії адміралом Володимиром Висоцьким було ухвалено рішення про зміну складу озброєння. За новим проєктом озброєння кораблів включає:
- радіолокаційну систему управління вогнем 5П-10-03, що забезпечує одночасне управління артилерійськими установками:
- 1 × 2 × 6 — 30 мм АК-630М-2 «Дует»,
- 2×6 — 30 мм АК-630М;
- 2×1 — 14,5 мм установки МТПУ «Жало» ;
- комплекс пасивних перешкод, що вистрілюються, КТ-308-04 «Просвіт-М».

## Склад серії

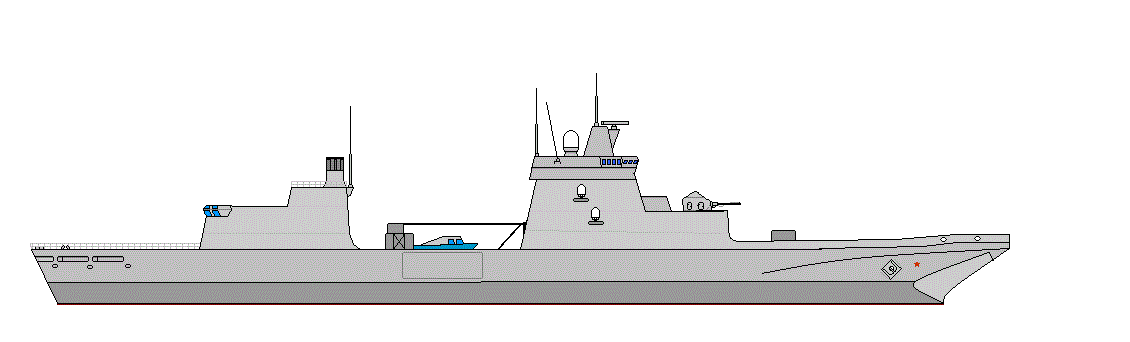
Бортова проєкція кораблів базового проєкту 11711 (ВДК «Іван Грен» та «Петро Моргунов»).

Загалом у серії планувалося 6 кораблів, пізніше це число було скорочено до двох . Однак у 2019 році приймається рішення про закладання ще двох ВДК того ж типу, але зі збільшеними розмірами.
Затримки з другим БДК проєкту 11711 військові експерти пояснюють тим, що рішення про будівництво серії буде ухвалено лише після випробувань головного корабля. Перед запуском виробництва весь комплекс має бути обкатаний, щоб зрозуміти які зміни та доповнення потрібно внести до проєкту. Випробування займуть приблизно рік .
23 квітня 2019, у ході закладення 3-го та 4-го ВДК проєкту 11711 «Володимир Андрєєв» і «Василь Трушин», президент Об'єднаної суднобудівної корпорації Олексій Рахманов повідомив про те, що їхнє будівництво вестиметься за зміненим проєктом.
Зокрема у кораблів буде збільшено повну водотоннажність до 8000 (7000 стандартне) тонн, довжина 150 м, ширина 19,5 м (по КВЛ), висота борту 11,8 м, осаду 4,5 м, екіпаж 120 осіб, повна швидкість 18 вузлів, дальність 5000 миль, вантаж до 40 одиниць бронетехніки, до 400 десантників, до 5 гелікоптерів Ка-27, Ка-29 або 4 Ка-52К, до 6 десантних катерів «Серна», АУ 76,2 мм АК-176МА, енергоустановка складається з двох двовальних дизель-дизельних агрегатів ДДА-12 000 (4 дизелі 10Д49) АТ «Коломенський завод», двох редукторів заводу ПАТ «Зірка», локальна система управління НВО «Аврора» . Також від базового проєкту вони відрізнятимуться надбудовою і крім того будуть внесені інші зміни, при цьому коригування шифру цього проєкту не проводитиметься.
| № | Назва                                 | Борт №                        | Зав №                         | Закладка                      | Спуск на воду                 | Передача замовнику            | Флот                          | Стан                          | Примітки             |
|   | Проєкт 11711 типу «Іван Грен»         | Проєкт 11711 типу «Іван Грен» | Проєкт 11711 типу «Іван Грен» | Проєкт 11711 типу «Іван Грен» | Проєкт 11711 типу «Іван Грен» | Проєкт 11711 типу «Іван Грен» | Проєкт 11711 типу «Іван Грен» | Проєкт 11711 типу «Іван Грен» |                      |
| - | ------------------------------------- | ----------------------------- | ----------------------------- | ----------------------------- | ----------------------------- | ----------------------------- | ----------------------------- | ----------------------------- | -------------------- |
| 1 | «Іван Грен»                           | 010                           | 01301                         | 23.12.2004                    | 18.05.2012                    | 20.06.2018                    | ПФ                            | У строю                       | У складі 121 БрДК СФ |
| 2 | «Петро Моргунов»                      | 117                           | 0302                          | 11.06.2015                    | 25.05.2018                    | 23.12.2020                    | СФ                            | У строю                       | У складі 121 БрДК ПФ |
|   | Проєкт 11711 типу «Володимир Андрєєв» |                               |                               |                               |                               |                               |                               |                               |                      |
| 3 | «Володимир Андрєєв»                   |                               | С-303                         | 23.04.2019                    | 2023                          | 12.2023                       | ТОФ                           | Будується                     |                      |
| 4 | «Василь Трушин»                       |                               | С-304                         | 23.04.2019                    | 2024                          | 12.2024                       | ТОФ                           | Будується                     |                      |
| 5 |                                       |                               |                               |                               |                               |                               |                               | Планується до будівництва     |                      |

## Аналоги
- Buque de Apoyo Logistico (BAL) — «кораблі транспортного забезпечення», фактично танкодесантні кораблі, створені на основі американських танкодесантних кораблів «LST-542» часів Другої світової війни. З 2011 року побудовано та увійшло до складу ВМС Мексики 2 одиниці. При водотоннажності 3666 т швидкості 12 вузлів мають наступне озброєння: 5 × 40 мм Bofors L/70[18] .
- Десантні кораблі класу Magar[en] — танкодесантні кораблі типу «Магар» були створені на базі десантного корабля типу «Sir Lancelot» ВМС Великобританії. З 1987 року побудовано та увійшло до складу ВМС Індії 2 одиниці. При водотоннажності 5665 т, швидкості 15 вузлів мають таке озброєння: 2×122 мм РСЗВ, 4×40 мм Bofors . Для висадки морського десанту забезпечений 4 десантно-висадковими засобами LCVP (розташованих побортно на шлюпбалках), ангаром для 1 вертольота (ВПП на 2 верт.)[19]. Екіпаж складається з 20 офіцерів та 235 матросів.
- Десантні кораблі класу Shardul[en] — танкодесантні кораблі типу «Шардул» є подальшим розвитком десантних кораблів типу «Магар». Зміни торкнулися поліпшення житла екіпажу, морехідних якостей, а також зменшилася експлуатаційна вартість. У 2002—2009 роках побудовано та увійшло до складу ВМС Індії 3 одиниці. При водотоннажності 5650 т, швидкості 15,8 вузлів мають таке озброєння: 2×140 мм РСЗВ «WM-18», 4×30 мм CRN-91 AA, ПЗРК . Для висадки морського десанту забезпечений 4 десантно-висадковими засобами LCVP (розташованих побортно на шлюпбалках), ангаром для 1 вертольота (ВПП на 2 вертольоти). Кораблі також можуть бути використані як шпиталі або танкери[20]. Екіпаж складається з 11 офіцерів та 145 матросів[21].
- Десантні кораблі класу Type 072III[en] — танкодесантні кораблі типу «Тип 072-III» (Yuting-II клас) є сучасним основним типом БДК у ВМФ Китаю. У 2003—2005 роках побудовано і введено в дію 10 одиниць. При водотоннажності 3430 т, швидкості 18 вузлів мають таке озброєння: 1 × 37 мм тип «76F» AAA, ПЗРК. Обладнаний ЗПС на 1 вертоліт. (Ангара не передбачено)[22].
- Десантні кораблі класу Jason[en] — танкодесантні кораблі типу «Ясон», є основними десантними кораблями ВМФ Греції. У 1986—2000 роках побудовано і введено в дію 5 одиниць. При водотоннажності 4470 т, швидкості 16 вузлів мають наступне озброєння: 1×76 мм АУ «Oto Melara», 2×40 мм АУ «Breda», 4×20 мм АУ " Rheinmetall ". Обладнаний 4 десантно-висадковими засобами LCVP та ВПП на 1 верт. (Ангара не передбачено)[23].